# Cachiungo
Cachiungo (auch Kachiungo, Katchiungo oder Catchiungo) ist eine Ortschaft und ein Landkreis in Angola.

## Geschichte
Der Ort trug den portugiesischen Kolonialnamen Bela Vista. Nach der Unabhängigkeit Angolas 1975 erhielt er seinen heutigen Namen.

## Verwaltung
Cachiungo ist Sitz eines gleichnamigen Kreises (Município) in der Provinz Huambo. Der Kreis hat eine Fläche von 2947 km² und etwa 110.000 Einwohner (Schätzung 2013). Die Volkszählung 2014 soll fortan für genaue Bevölkerungsdaten sorgen.
Der Kreis besteht aus drei Gemeinden (Comunas):
- Katchiungo (Cachiungo)
- Tchinhama (Chinhama)
- Tchiumbo (Chiumbo)

## Verkehr
Cachiungo liegt an der zwischen 1899 und 1929 gebauten Benguelabahn. Nachdem diese im Verlauf des Angolanischen Bürgerkriegs (1975–2002) Zerstörungen erlitt und weitgehend stillgelegt wurde, ist sie nach dem Ende Bürgerkriegs neu errichtet worden. Seit 2006 wird Cachiungo wieder vom Bahnverkehr erreicht.